# M2火焰噴射器
M2火焰噴射器（英語：M2 flamethrower，簡稱：M2-2）是一款由美国美國陸軍化學戰爭工作局所設計的單兵攜帶及背負式火焰噴射器，並且首次於第二次世界大战之中使用，是M1火焰噴射器的後繼型。儘管其實際的“焚燒時間”只有4-7秒左右，而且火焰的有效焚燒範圍只有大約20—40公尺，它仍然是一種有實用性的武器，並且在許多的戰爭之中使用。然而，隨著後來出現的坦克、特別是裝上了火焰噴射器的坦克，噴火坦克能夠提供了更大的保護，同時還達到有效的損害，令步兵暴露自己存在變得越來越不必要。
雖然有些M2被出售，但是其中大部份因為被宣布為“過時”而被銷毀了。

## 設計
1943年6月，化學戰部找到了符合軍隊需要的方法，根據E3火焰噴射器的實驗設計，在設計中對M2-2進行了多種改進。
M2火焰噴射器和其前代M1火焰噴射器一樣，分為兩個部分所組成：第一，由士兵背在背部的三個罐子（其中兩個大小相等的罐子是裝載著混合了柴油和汽油的燃料，而一個較小的就是裝載著在壓力容器內部的推進劑氮）。氮氣罐位於兩罐汽油罐之間和較頂端位置。三個罐子可以安裝在一個背包式支架上，並且大量使用帆布包覆著，帆布並用作四條背帶的材料，射手在休息時仍然可以背在背面。另一部分是火焰噴射器的握把及噴嘴，通過後端的一條軟管連接到罐子。

## 使用
1944年7月，M2-2火焰噴射器在關島戰役之中首次投入使用。
M2火焰噴射器在第二次世界大戰之中經常於歐洲戰場和太平洋戰場上使用，對於一些閉鎖型陣地（例如戰壕或碉堡等防禦工事）是非常有效的。特別是在太平洋戰區的塞班島戰役、硫磺岛战役以及沖繩島戰役之中，M2火焰噴射器對於堅守於洞窟陣地或是叢林之中的日本陸軍是非常有效。並使得火焰噴射兵成為日本士兵最恐懼和憎惡的攻擊對象。
而且据说一些火焰喷射器射手可以在不扣动推进装置时仅喷出一个小火苗，但是会发出同战斗状态时一样的声响（Stephen E.Ambrose，诺曼底登陆）。在二戰中，火焰喷射器射手是个很危险的岗位，经常是敌人优先射击的对象。

## 衍生型

### M2-2
二戰型號，具有六边形燃料帽和沙漏形罐身。他們也被稱為M2-2，M2罐組和棒型-2。

### M2A1-2
M2A1-2是在朝鲜战争期間修改M2的衍生型。這型號具有直片面型背包支架，排出燃料帽，一個圓柱體形的大小調節器和安全閥。這型號在今天比二戰型號更為常見。

### M2A1-7
M2A1-7是美軍在越戰期間使用的一個火焰噴射器。這是二戰期間使用的M2-2的最新版本。它分為四個控制閥杷，必需全部保持按壓才可噴射火焰，分別是：
- 後握把的背板部份：噴射火焰的保險
- 後握把的前方部份：噴射火焰的扳機
- 前握把頂部的部分：點火具的保險
- 前握把底部的部分：點火具的扳機

一些美軍的火焰噴射器的前方亦有一個握把，和後握把的形狀相同。這些型號的點火具控制握把就在前方，並設計在相同位置，並由後握把控制。

### M9A1-7
美國M9A1-7是在越南最常見的一種型號，而且輕得多以及更容易使用。其燃料罐通常不難找到，但棒狀部份卻被軍隊所銷毀了。
一些美國軍隊的火焰噴射器具有相同的形狀後握把與前握把。這些型號的點火控制是在前握把，而後握把的排列及控制方式相同。
新型的M9A1-7火焰噴射器在越南取代了舊式的M2火焰噴射器。而M9A1-7火焰噴射器在後來亦被M202A1“閃光”多管燃燒火箭發射器（英語：M202A1 FLASH）和搭載火焰噴射器的噴火坦克所取代。

## 使用國
- [2]
- 巴西
- 中華民國

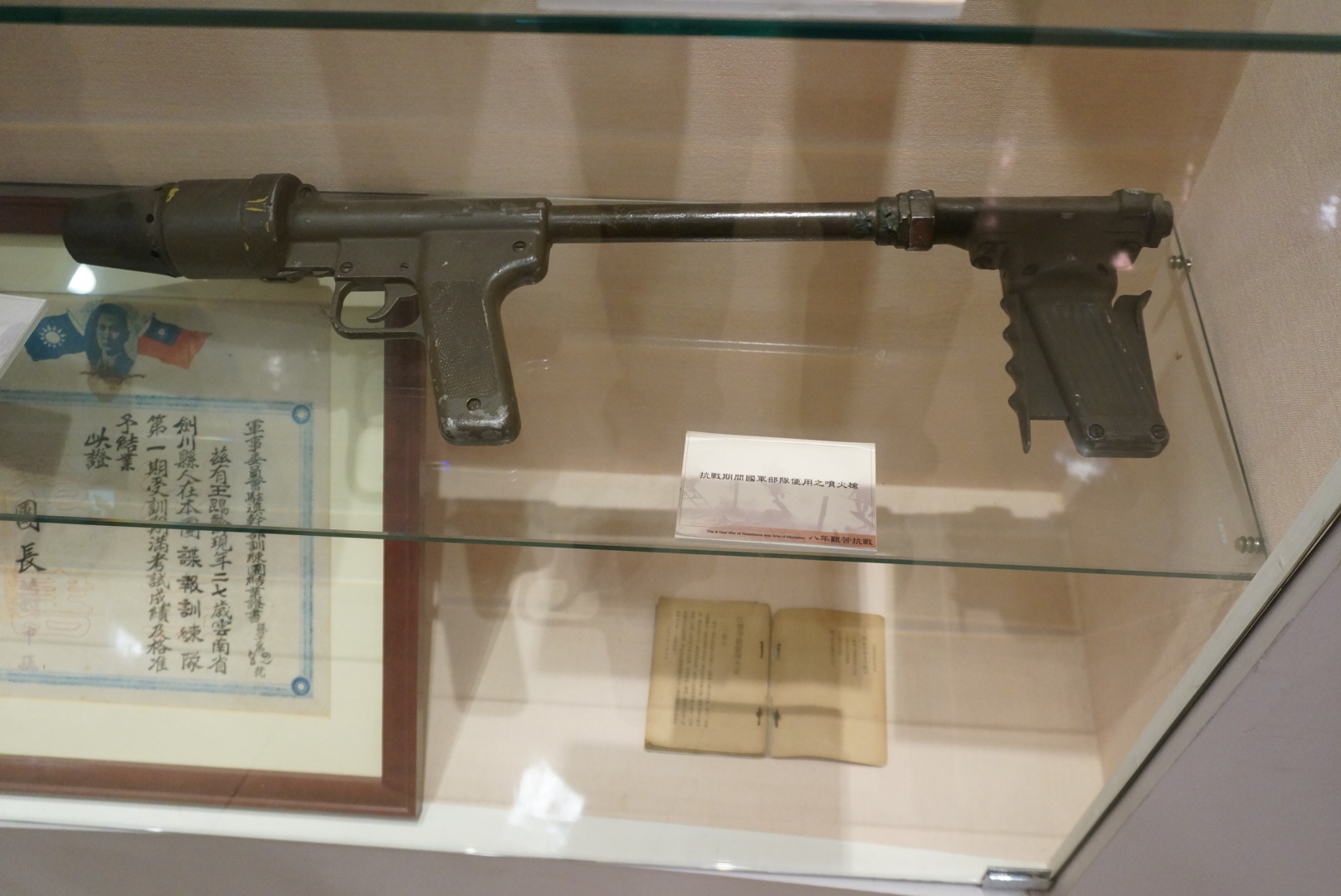
國民革命軍所用之美製M2火焰喷射器

  - 國民革命軍：在第二次中日戰爭末期的緬甸戰區和滇西戰區由美國供應。
- 中华人民共和国
  - 中國人民志願軍：韓戰期間曾少量地繳獲使用。
- 日本
  - 日本自衛隊：二戰後由美國供應，後來被一種以M2火焰噴射器作為基礎而研製的日本火焰噴射器所取代[3]。
- 菲律賓
- 美国

## 流行文化
M2火焰噴射器系列同時出現在电影、电視劇、电子游戏和动畫裡，例如：

### 電影
- 1978年—：由邁克爾“邁克”弗龍斯基中士（Sgt. Michael "Mike" Vronsky，罗伯特·德尼罗飾演）所使用。
- 1982年—：型號為M2A1-7，由美國科學家乍得斯（Childs，基斯·大衞飾演）和R·J·麥克瑞迪（R.J. MacReady，寇特·羅素飾演）所使用。
- 2002年—：型號為M2-2，由安德魯·哈利根二等兵（Private Andrew Harrigan，布萊恩·凡哈特飾演）所使用，被一發全金屬破甲彈擊中燃料罐而殉爆（英语：Sympathetic detonation）破壞，使用者被嚴重燒傷。
- 2004年—：由韓國士兵所使用。
- 2006年—：由查爾斯·W·林德伯格下士（Cpl. Charles W. Lindberg，亞歷山卓·瑪斯托布諾飾演）用以焚燒日本碉堡。
- 2006年—：由查爾斯·W·林德伯格下士（Cpl. Charles W. Lindberg，亞歷山卓·瑪斯托布諾飾演）和山姆（Sam，盧卡斯·埃利奧特飾演）所使用。
- 2007年—：以M2火焰噴射器為藍本，由美國陸軍清除部隊士兵所使用。
- 2011年—：型號為M2A1-7，於「步行距離行動」中由美國空軍飛行員所使用。
- 2014年—：型號為M2，由殺戮者所使用。
- 2022年—《長津湖之水門橋》：劇末，伍千里連長在水門橋被美軍守軍使用M2A1-2型燒毀。

### 電視劇
- 2010年—《太平洋戰爭》：由美國海軍陸戰隊所使用。
- 2011年—《中國遠征軍》：由國民革命軍士兵所使用。

### 電子遊戲
- 2001年—《重返德军总部》：故事模式第3章後由德國軍隊所使用；多人模式則雙方使用。
- 2003年—《重返德軍總部：深入敵後》：故事模式第3章後由德國軍隊所使用；多人模式則雙方使用。
- 2008年—：命名為「M2火焰噴射器」，無限燃料，但會過熱。戰役模式之中由美国海军陆战队第一師米勒二等兵（Private Miller）所使用；聯機模式時於等級65解鎖；殭屍模式時有一款衍生型稱作「F1W氮素冷卻者」，無限燃料，過熱時間延長，冷卻時間縮短，更高傷害和更大機動性。
- 2009年—：現代化外觀，燃料量100發，可以放回到在牆上加油站填充燃料，由克里斯·瑞菲爾德（Chris Redfield）和席娃·亞洛瑪（Sheva Alomar）用於對抗5-2章頭目銜尾蛇。
- 2009年—《蝙蝠侠：阿卡姆疯人院》
- 2010年—：只在殭屍模式中出現，命名為「M2火焰噴射器」，無限燃料，但會過熱。
- 2010年—：型號為M2-2，命名為「火焰噴射器」，燃料量300發。
- 2019年—：命名為「M2火焰噴射器」，燃料量150發，作為聯機模式中的戰鬥拾取武器登場。
- 2021年—《應徵入伍》：在盟軍科技樹上解鎖。

### 動畫
- 2002年—：由美國黑幫僱用的殺手軍團成員、縱火狂克萊頓·「火炬」·韋伯（クロード・“トーチ”・ウィーバー，CV：西嶋陽一）所使用，與萊薇決鬥中被萊薇的一發子彈擊中燃料罐而殉爆（英语：Sympathetic detonation）破壞，使用者被炸至粉身碎骨。
- 2014年—《寄生獸生命的準則》：寄生生物米奇在向泉新一說明以火焰噴射器對抗寄生生物（以應對日後有人提問如何對抗寄生生物的建議）時，曾變形為M2-2的火焰噴射口。

## 圖集

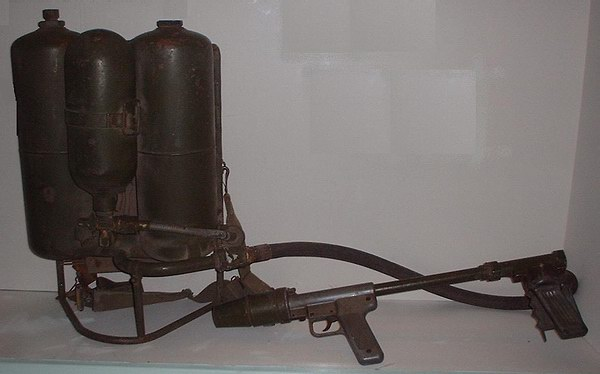
M2A1火焰噴射器。
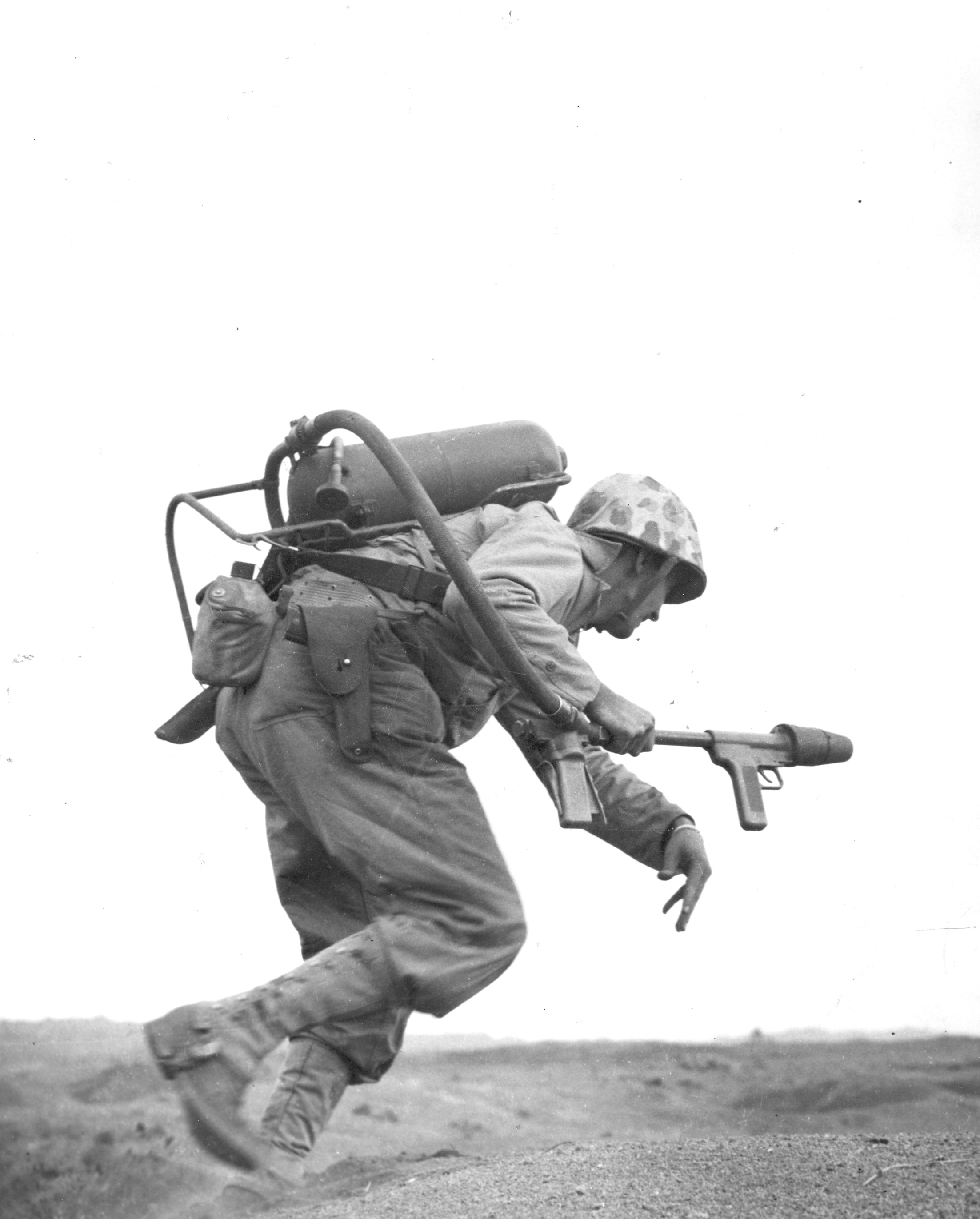
裝備了M2A1火焰噴射器並於硫磺岛上奔跑的美軍士兵，該照片亦出現在的片尾中。
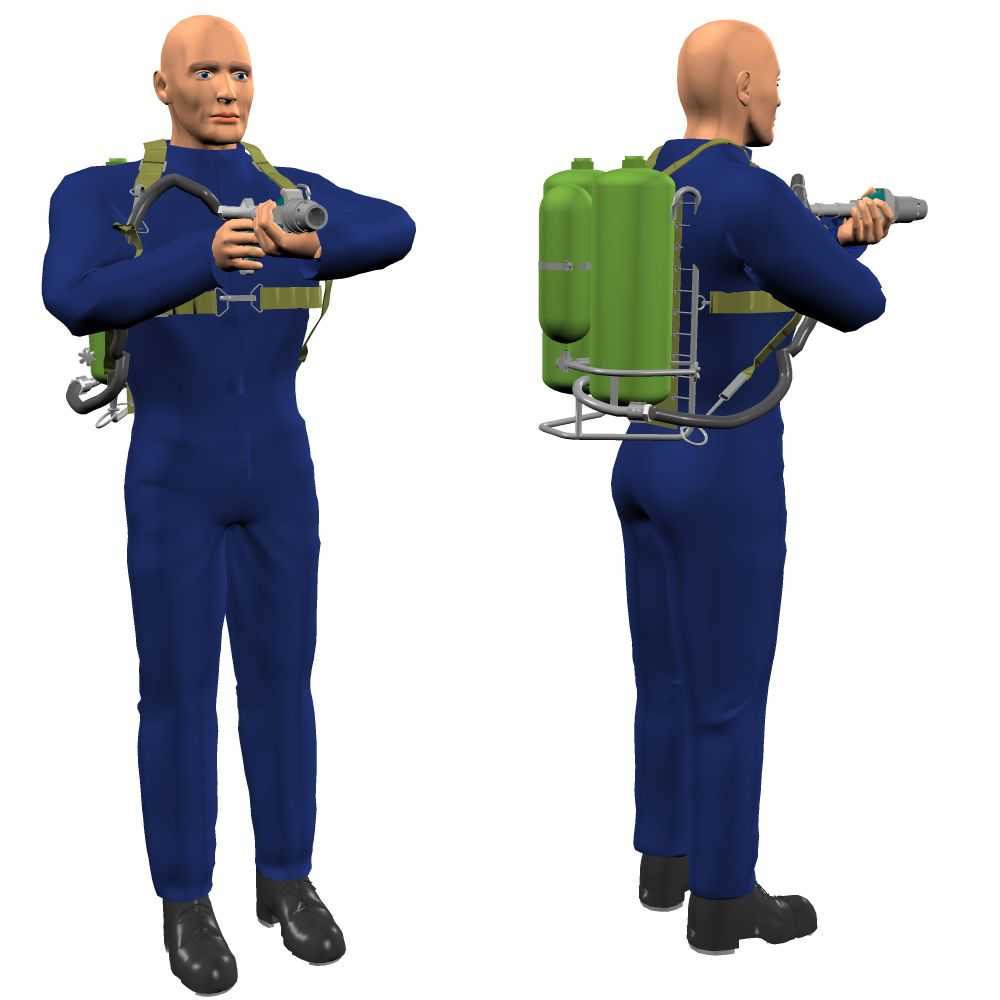
兩張電腦生成圖像製成結果，攜帶著M2A1-7火焰噴射器的美国陆军士兵。兩個大型燃料罐就在士兵的背部。而小型罐就裝載加壓气体（氮氣）。
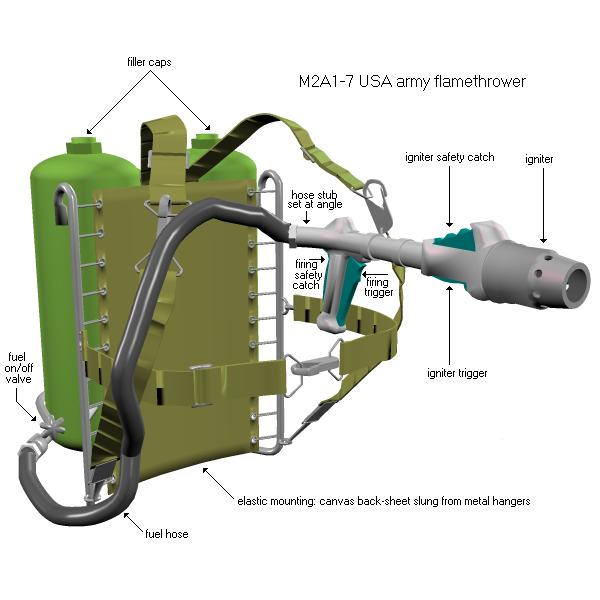
M2A1-7美軍火焰噴射器的電腦生成圖像，另外附有英文說明。

## 資料來源
1. ↑  .   [2013-09-14]. （原始内容存档于2020-12-11）.
2. ↑  （英文）—http://www.diggerhistory.info/pages-weapons/flamethrowers.htm （页面存档备份，存于）
3. ↑  （日語）—http://rightwing.sakura.ne.jp/equipment/jgsdf/chemical/flamethrower/flamethrower.html （页面存档备份，存于）

## 外部連結
- （英文）—WEAPONS OF THE WORLD WAR II GYRENE: Flamethrowers
- （英文）—Military, Security and Civilian Guns and Equipment—M2 Flamethrower (M2-2) （页面存档备份，存于）
- （英文）—The Firearm Blog.com—Forgotten Weapons Takes a Look at the M2 FLAMETHROWER （页面存档备份，存于）
- （简体中文）—国防在线—M2A1-7式喷火器
- （简体中文）—国防在线—M9E1-7式喷火器